# Valfar
Valfar, artiestennaam van Terje Bakken (3 september 1978 - 17 januari 2004) was de oprichter en zanger van de Noorse black metalband Windir.
Oorspronkelijk nam Valfar alle zang- en instrumentpartijen op zich maar bij de uitgave van het derde album 1184 traden de andere leden tot de band toe. De groep was zeer succesvol en Valfar besloot zelfs het gebruik van zijn Noorse dialect Sognamål in te wisselen voor het Engels in de hoop een nog groter publiek aan zich te binden.
Het einde van de band kwam onverwacht met de dood van Valfar. Onderweg naar familie werd hij overvallen door hevige kou en overleed aan onderkoeling. Na zijn dood gaven de overgebleven leden van Windir nog één concert ter nagedachtenis aan hun zanger. Daarna werd de band opgeheven.
- Bibsys: 2089932
- MusicBrainz: 6712b2e3-f763-4558-9205-f112678e2c9d
- Virtual International Authority File: 68145971360732331255